# Охота на львов
«Охо́та на львов» (нидерл. Leeuwenjagd) — картина, написанная Питером Паулем Рубенсом в 1621 году. Находится в Старой Пинакотеке в Мюнхене. На ней изображены два льва, атакованные конными и пешими охотниками. Она знаменует собой завершение интенсивного творческого этапа Рубенса, посвящённого теме охоты.
Тема охоты широко присутствует в творчестве Рубенса. Между 1616 и 1621 годами Рубенс написал серию чрезвычайно динамичных сцен охоты, техника и композиция которых улучшались от картины к картине. Этот ранний творческий период начинается с охоты на волков и лисиц и завершается охотой на Львов.
Картины раннего периода показывают, что Рубенс намеренно использовал тему охоты из творчества придворных художников, прославляя знать. Охота была символом социального статуса, поскольку она подразумевает владение значительными земельными участками. Это также настоящая страсть многих правителей Европы. Рубенс полностью осознавал интерес, который вызывали его картины об охоте, и понимал их потенциал для продажи правящим классам.